# Gwiazdy zmienne typu U Geminorum
Gwiazdy zmienne typu U Geminorum (U Gem) – grupa gwiazd zmiennych wybuchowych przynależących do nowych karłowatych, charakteryzują się powtarzającymi się wybuchami. Nazwa pochodzi od prototypowej gwiazdy U Geminorum położonej w gwiazdozbiorze Bliźniąt, która była pierwszą odkrytą zmienną kataklizmiczną. Dokonał tego John Russell Hind w grudniu 1856 roku. Amplituda zmian jasności zmiennej U Gem sięga nawet 6m.